# Roosevelt (Tren Ligero de Seattle)
La Roosevelt es una estación subterránea ubicada en el barrio de Roosevelt de la línea Northgate Link del Tren Ligero de Seattle. La estación se administra por Sound Transit. La estación se encuentra localizada en Seattle, Washington. La estación de Roosevelt fue inaugurada en 2021.

## Descripción
La estación Roosevelt contará con 1 plataforma central.

## Conexiones
La estación será abastecida por las siguientes conexiones: 
- King County Metro Transit.